# デイヴィッド・N・リヴィングストン
デイヴィッド・ノエル・リヴィングストン（David Noel Livingstone,  OBE, MRIA, FBA, FAcSS, MAE、1953年3月15日 - ）は、イギリスの地理学者・歴史学者。クイーンズ大学ベルファストの地理学およびインテレクチュアル・ヒストリー教授。

## 人物
デイヴィッド・リヴィングストンは、北アイルランドに生まれ、バンブリッジ・アカデミーからクイーンズ大学ベルファストに進み、B.A.と Ph.D.を取得した。学業修了後もクイーンズ大学に残り、研究員、講師を経て、リーダーとなり、さらに教授へ昇進した。この間、客員として、アメリカ合衆国ミシガン州のカルヴァン大学や、ブリティッシュコロンビア大学、ノートルダム大学、ベイラー大学に滞在した。妻フランシス (Frances Livingstone) との間に、ふたりの子、ジャスティン (Justin) とエマ (Emma) をもうけており、一家はベルファストに住んでいる。リヴィングストンは2002年に、地理学および歴史学への貢献に対して、大英帝国勲章オフィサー (OBE) を授けられた。
2011年には、歴史地理学への貢献に対して王立地理学会から金メダル（創立者メダル）が贈られた。

## おもな著書
- Darwin's Forgotten Defenders: The Encounter Between Evangelical Theology and Evolutionary Thought (Scottish Academic Press, 1984).
- Nathaniel Southgate Shaler and the Culture of American Science (University of Alabama Press, 1987).
- The Geographical Tradition: Episodes in the History of a Contested Enterprise (Blackwell, 1992)
- Human Geography: An Essential Anthology, joint editor with John  Agnew and Alistair Rodgers (Blackwell, 1996)
- Evangelicals and Science in Historical Perspective, edited with D. G. Hart and Mark A. Noll (Oxford University Press, 1999).
- Geography and Enlightenment, edited with Charles W. J. Withers (University of Chicago Press, 1999)
- Ulster-American Religion:  Moments in the History of a Cultural Connection, with Ronald Wells (University of Notre Dame Press, 1999)
- Science, Space and Hermeneutics, The Hettner Lectures 2001 (University of Heidelberg, 2002)
- Putting Science in its Place:  Geographies of Scientific Knowledge (University of Chicago Press, 2003)
  - 日本語訳：（梶雅範、山田俊弘 共訳）科学の地理学：場所が問題になるとき、法政大学出版局、2014年
- Geography and Revolution, joint editor with Charles W. J. Withers (University of Chicago Press, 2005)
- Adam's Ancestors: Race, Religion & the Politics of Human Origins (The Johns Hopkins University Press, 2008)

## 栄誉
- イギリス学士院フェロー (FBA)
- 王立アイルランド学士院（英語版）会員 (MRIA)
- 王立地理学会 - 1997年バック賞（英語版）
- 王立地理学会 - 2011年金メダル（創立者メダル）[2]
- 王立スコットランド地理学会 - センテナリー・メダル (Centenary Medal)
- イギリス学士院 - 研究リーダー (Research Reader)
- 欧州学士院（英語版）会員 (MAE)
- ロイヤル・ソサエティ・オブ・アーツ、フェロー (FRSA)
- 社会科学アカデミー（英語版） (Academy of Learned Societies for the Social Sciences, AcSS) - アカデミシャン (Academician)
- 大英帝国勲章オフィサー (OBE) - 2002年、地理学と歴史学への貢献に対して[1]

## 役職等
- 英国科学振興協会 (British Association for the Advancement of Science) 地理学部門代表者 (President of the Geography Section)、2004年-2005年
- 王立地理学会副会長（研究担当）、理事、2007年-
- 『Annals of the Association of American Geographers』、『Transactions of the Institute of British Geographers』、『Isis』、『Ecumene』、『Progress in Human Geography』、『Journal of Historical Geography』、『Interdisciplinary Science Reviews』編集委員
- 英国科学振興協会、Charles Lyell Lecturer、1994年-1995年
- ハイデルベルク大学、Hettner Lectures、2001年
- ブリティッシュコロンビア大学、Murrin Lectures、2002年
- 王立地理学会、Progress in Human Geography Lecture、2005年
- ハル大学、Appleton Lecture、2007年
- カリフォルニア大学ロサンゼルス校、Von Humboldt Lecture、2007年
- ロンドン大学ロイヤル・ホロウェイ、Gordon Manley Lecture、2007年